# 훙쥔잉역
훙쥔잉역(중국어: 红军营站, 건설 당시 융시잉역(勇士营站)이라 부름)은 중국 베이징시 차오양구 라이광잉 지구 훙쥔잉 마을의 베이위안 동로와 훙쥔잉 남로의 교차로에 위치한 베이징 지하철 17호선의 지하철역으로 2023년 12월 30일 17호선 북부 구간 개통과 함께 개장하였다.

## 역명
이 역이 위치한 훙쥔잉 마을은 원래 황쥔잉(黃君寧)이라 불렸는데, 신해혁명 이후 팔기군과 한군이 노란 깃발로 장식되었던 진영의 이름을 따서 명명되었다. 1966년 문화대혁명으로 인해 훙쥔잉으로 이름이 바뀌었고, 1982년 다시 황쥔잉으로 바뀌었지만 이후 점차 훙쥔잉으로 바뀌었다.

## 역사
2023년 6월 28일, "융시잉역(勇士营站)"에서 "훙쥔잉역(红军营站)"으로 변경되었다. 동년 12월 30일 이 역은 17호선 북부 구간과 함께 개통되었다.

## 역 구조

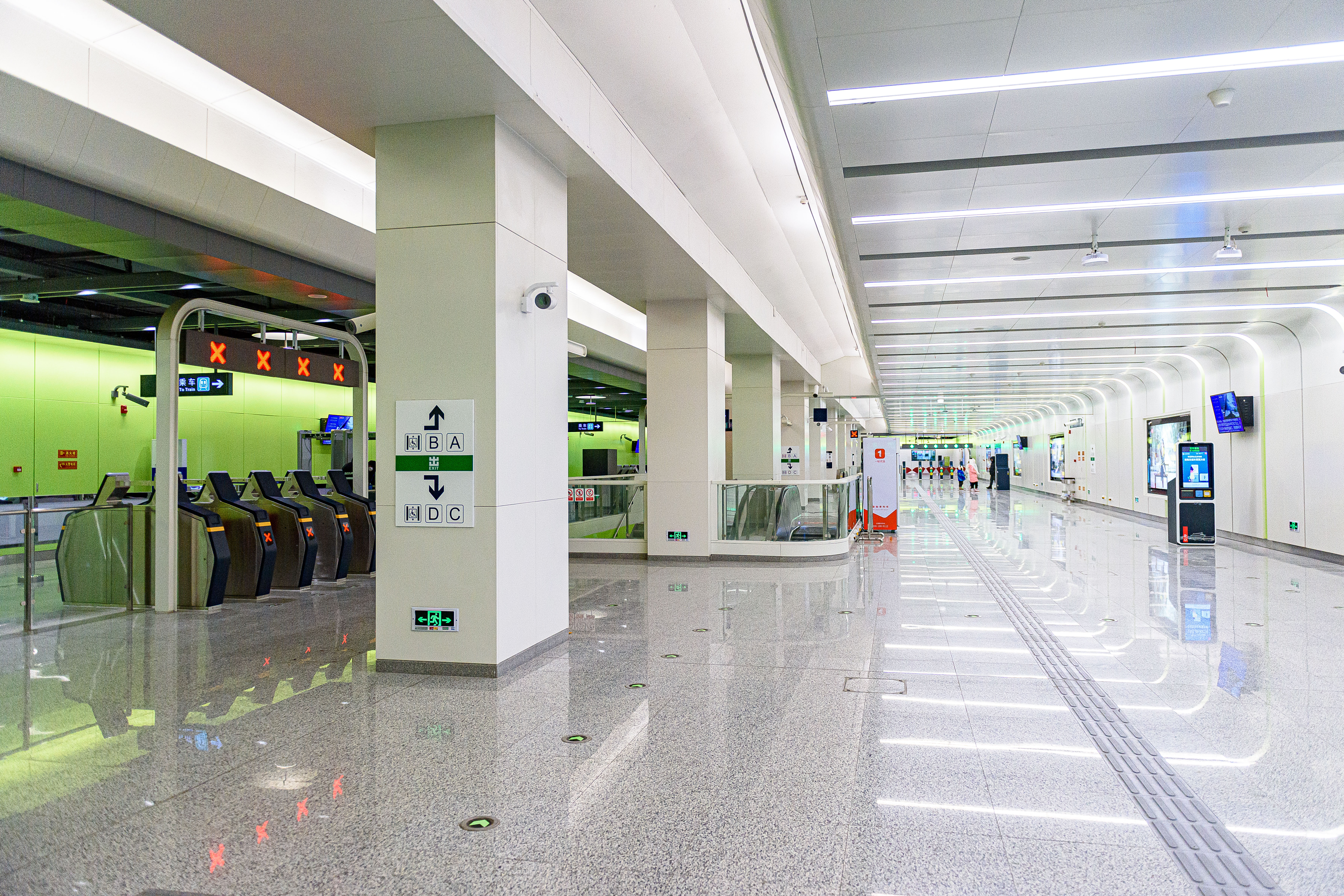
대합실

이 역은 지하 2층 건물의 지하 1기둥 2경간 섬식 승강장의 구조이다.
| 지면     |                                 | 출입구                                     |
| 지하 1층 | 대합실                          | 티켓 서비스, 자동 티켓 판매기, 출입 게이트 |
| 지하 2층 | ←                               | ■ 17호선 웨이라이커쉐청베이 방면 (칭허잉)  |
| 지하 2층 | 섬식 승강장, 왼쪽 출입문이 열림 |                                            |
| 지하 2층 | →                               | ■ 17호선 자후이후 방면 (왕징시)            |

## 출구
|                         |                         |                                  |      |             |
| 출구                    | 지시                    | 출구 인근                        | 사진 | 무장애 시설 |
| 出口 · A                | 광라이로(广来路)        |                                  |      | 빈칸        |
| 出口 · B                | 베이위안 동로(北苑东路) | 융시잉 교야 공원(勇士营郊野公园) |      |             |
| 出口 · C                | 베이위안 동로(北苑东路) |                                  |      | 빈칸        |
| 出口 · D · 1            | 훙쥔잉 남로(红军营南路) |                                  |      |             |
| 出口 · D · 2            | 훙쥔잉 남로(红军营南路) |                                  |      |             |
| 아이콘 설명: 엘리베이터 |                         |                                  |      |             |